# Senarpont

Senarpont este o comună în departamentul Somme, Franța. În 1 ianuarie 2022 avea o populație de 629 de locuitori.